# Jednorożec Kleo
Jednorożec Kleo (ang. Kleo The Misfit Unicorn, 1997–2000) – kanadyjski serial animowany dawniej emitowany w Polsce na kanale Junior TV. Lektorem był Radosław Popłonikowski.

## Bohaterowie
- Kleo

- Talbut

- Slim

- Henry

- The Wannabee

- Lyle

- Jazz Cat

## Spis odcinków
| N/o            | Polski tytuł             | Angielski tytuł               |
| -------------- | ------------------------ | ----------------------------- |
|                |                          |                               |
| SERIA PIERWSZA |                          |                               |
|                |                          |                               |
| 01             | Pewnego dnia i'ii Fly    | Someday I'll Fly              |
|                |                          |                               |
| 02             | Łapacz Smoków            | Dragon Catcher                |
|                |                          |                               |
| 03             | Kurczak Gril             | Chicken Girl                  |
|                |                          |                               |
| 04             | Niedopasowany Artysta    | Misfit Artists                |
|                |                          |                               |
| 05             | Kleo na ratunek          | Kleo to the Rescue            |
|                |                          |                               |
| 06             | Idealny do usterki       | Perfect to a Fault            |
|                |                          |                               |
| 07             | Błazen i Król            | The Jester and the King       |
|                |                          |                               |
| 08             | Tomek i Kleo             | Thomas and Kleo               |
|                |                          |                               |
| 09             | Word Mądrości            | Words of Wisdom               |
|                |                          |                               |
| 10             | Jade Carving             | The Jade Carving              |
|                |                          |                               |
| 11             | Cesarz Surtan            | The Emperor of Surtan         |
|                |                          |                               |
| 12             | Blues Jazz               | Jazz and Blues                |
|                |                          |                               |
| 13             | Duma Małych Ziemniaków   | The Pride of Small Potatoes   |
|                |                          |                               |
| 14             | Can O ' Złoto            | Pot O' Gold                   |
|                |                          |                               |
| 15             | Córka Natura             | Daughter Nature               |
|                |                          |                               |
| 16             | Dla Kogo Dzwon Troll     | For Whom the Bell Trolls      |
|                |                          |                               |
| 17             | Maggie Sroka             | Maggie Magpie                 |
|                |                          |                               |
| 18             | Ena Hiena                | Ena the Hyena                 |
|                |                          |                               |
| 19             | Marsz Kroniki            | Marcia Chronicles             |
|                |                          |                               |
| 20             | Foka z Approval          | Seal of Approval              |
|                |                          |                               |
| 21             | Billy Wielka Stopa       | Billy Bigfoot                 |
|                |                          |                               |
| 22             | Zadziwiająco Frank       | Amazingly Frank               |
|                |                          |                               |
| 23             | Mikrofon Wspaniały       | Mike the Magnificent          |
|                |                          |                               |
| 24             | Czekanie Dla Kleo        | Waiting for Kleo              |
|                |                          |                               |
| 25             | Wskaźnik Ogon            | The Tell-Tale Tail            |
|                |                          |                               |
| 26             | Córka pasterzy reniferów | The Reindeer Herders Daughter |
|                |                          |                               |